# Union des démocrates libériens
Union des démocrates libériens (ULD) est un parti politique au liberia.

## Histoire
Union des démocrates libériens a présenté des candidats aux élections du 11 octobre 2005.
Robert Kpoto, candidat présidentiel de l'ULD, a obtenu 0,4% des suffrages. Le parti n'a remporté aucun siège au sénat ou à la chambre des représentants.
Les élections générales libériennes de 2011 ont eu lieu le 11 octobre 2011 et mason, Jonathan A. s'est présenté sous la bannière de l'union des démocrates libériens(ULD), mais n'a pas réussi à remporter le siège présidentiel. ils ont obtenu 2 645 voix, soit 0,2 %. Le parti n'a remporté aucun siège au Sénat ou à la Chambre des représentants lors des élections générales de 2011.
Le parti a rejoint la Coalition pour le changement démocratique pour les élections générales de 2023, présentant des candidats communs au parlement et soutenant George Weah à la présidence.